# Jan Borisovič Frid
Jan Borisovič Frid (Krasnojarsk, 31 maggio 1908 – Stoccarda, 19 dicembre 2003) è stato un regista cinematografico sovietico.

## Filmografia (parziale)

### Regista
- Chirurgija (1939)[1]
- Patriot (1939)
- Dvenadcataja noč' (1955)
- Vesennie chlopoty (1964)
- Zelёnaja kareta (1967)
- Proščanie s Peterburgom (1971)